# كريستوفر فيليرز
كريستوفر فيليرز (بالإنجليزية: Christopher Villiers)‏ هو كاتب سيناريو وممثل بريطاني، ولد في 7 سبتمبر 1960 بلندن في المملكة المتحدة.

## أعمال

### أفلام
- (1995) أول فارس[3]
- (2002) الأحد الدامي
- (2016) رسائل من بغداد

## وصلات خارجية
- كريستوفر فيليرز على موقع IMDb (الإنجليزية)
- كريستوفر فيليرز على موقع ألو سيني (الفرنسية)
- كريستوفر فيليرز على موقع أول موفي (الإنجليزية)
- كريستوفر فيليرز على موقع قاعدة بيانات الأفلام السويدية (السويدية)
- كريستوفر فيليرز على موقع قاعدة بيانات الفيلم (الإنجليزية)
- كريستوفر فيليرز على موقع كينوبويسك (الروسية)